# Elastase

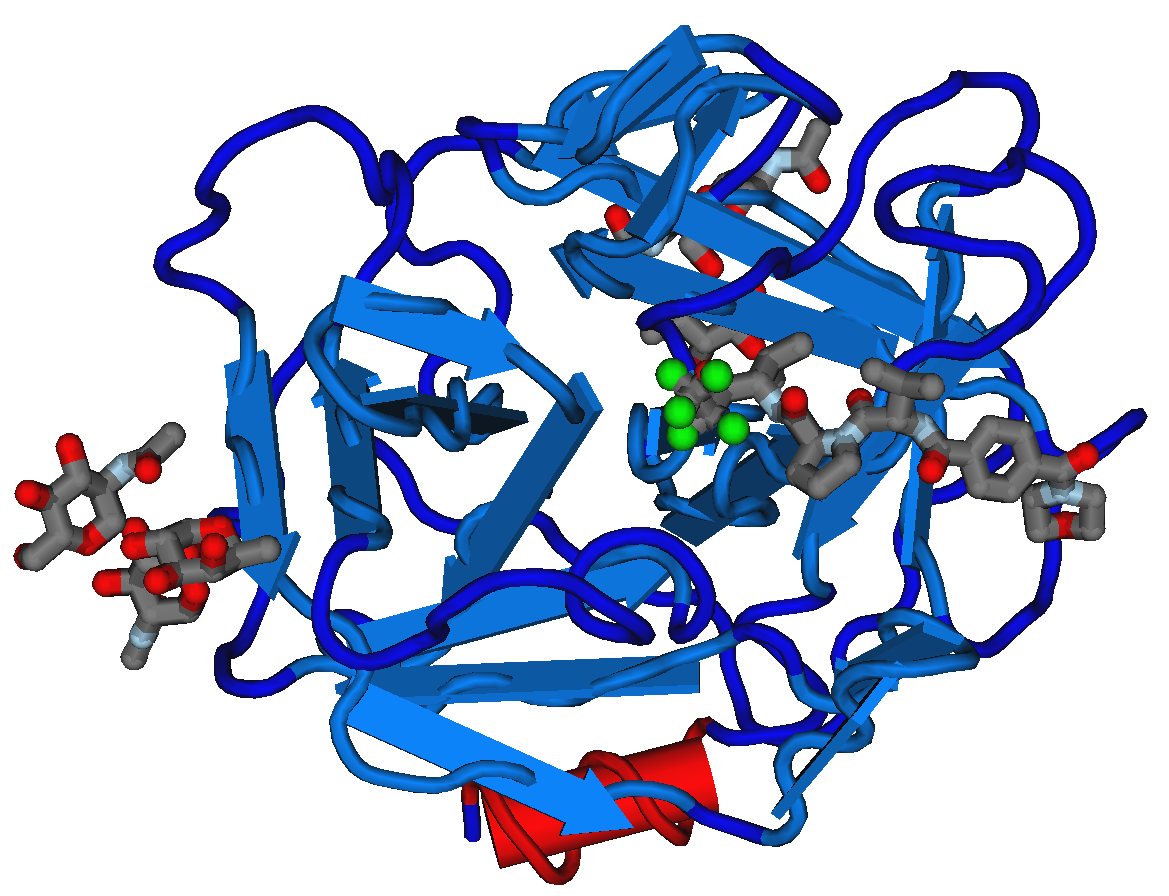
Neutrofiele elastase

De elastasen vormen een eiwitfamilie van de serineproteasen. Deze chemische stof is in staat om eiwitten af te breken door peptidebindingen door te knippen. Deze afbraak geschiedt door middel van hydrolyse. Elastase kan bijvoorbeeld de celwand van een bacterie afbreken of de elastine in voedingseiwit. Naast de peptidebindingen van eiwitten kan het ook amiden and esters hydrolyseren.
In de mens komt elastase in verschillende vormen voor:
- Pancreaselastase als bestanddeel van het pancreassap. Hier draagt het bij aan de vertering van eiwitten in de dunne darm.
- Neutrofiele elastase (leukocytelastase), komt voor in neutrofiele granulocyten (een type witte bloedcellen). Hier wordt het als mediator ingezet bij de vernietiging van schadelijke bacteriën of het opruimen van oude cellen.

Het actieve centrum van elastase bestaat uit de aminozuren Ser-His-Asp, een residuengroep van de katalytische triade die veel voorkomt.